# 槇原敬之 Concert Tour 2022 〜宜候〜
『槇原敬之 Concert Tour 2022 〜宜候〜』（まきはら のりゆき コンサート ツアー ようそろ）とは、槇原敬之が2022年5月から7月まで開催したコンサートツアーである。

## 概要
槇原が、前年2021年10月25日（配信）、10月27日（CD）で発売したアルバム『宜候』を引っ提げて2022年5月14日のTACHIKAWA STAGE GARDEN公演から2022年7月22日のグランキューブ大阪公演までの全18ヶ所23公演という公演。
本ツアーは、槇原が2020年に覚せい剤取締法違反で逮捕され、懲役2年、執行猶予3年の判決を受け確定、「当面の間活動を休止する」と発表していたが、2021年10月にオリジナル・アルバム『宜候』を発表し、復帰。ツアーは、本ツアーが2019年のツアー以来3年ぶりのツアーだった。
当初は24公演の予定も2022年3月16日の宮城県の地震の影響で6月20日、21日に開催を予定していた東京エレクトロンホール宮城公演が開催不可能となり6月20日に1日だけの振替公演として、名取市文化会館での開催が決定し、23公演となった。
本ツアーは開催地によってセットリストが異なったり、日替わり曲を設けたりしている。
本ツアー中の7月22日に東京国際フォーラムホールAでの公演の模様を収録した配信ライブ・アルバム、ライブDVDとBlu-rayが『槇原敬之 Concert Tour 2022 〜宜候〜』が2022年11月2日に発売された。

## セットリスト
1. Introduction〜東京の蕾〜
2. ハロー!トウキョウ
3. どんなときも。キャラメルVer.
4. MC
5. 悶絶
6. 遠く遠く'06ヴァージョン
7. 特別な夜
8. 東京DAYS
9. MC
10. 悲しみは悲しみのままで
11. Sakura Melodey・花水木・足音
12. Counting Blessing
13. LOVE LETTER・足音・花水木・チキンライス
14. MC
15. わさび（松本圭司のピアノ演奏と）
16. MC
17. なんかおりますの
18. HOME
19. MC
20. 虹色の未来
21. 僕が一番欲しかったもの
22. 好きなものに変えるだけ
23. 世界に一つだけの花
24. 宜候
25. Home Sweet Home(Encore)
26. Love & Peace Inside?(Encore)
27. 君は僕の宝物(Encore)